# Табијела (Асти)
Табијела је насеље у Италији у округу Асти, региону Пијемонт.
Према процени из 2011. у насељу је живело 9 становника. Насеље се налази на надморској висини од 317 м.